# Delphinium chungbaense
Delphinium chungbaense är en ranunkelväxtart som beskrevs av Wen Tsai Wang. Delphinium chungbaense ingår i släktet storriddarsporrar, och familjen ranunkelväxter. Inga underarter finns listade i Catalogue of Life.